# Ālappākkam
Ālappākkam är en ort i Indien.   Den ligger i distriktet Cuddalore och delstaten Tamil Nadu, i den södra delen av landet, 1 900 km söder om huvudstaden New Delhi. Ālappākkam ligger 7 meter över havet och antalet invånare är 5 585.
Terrängen runt Ālappākkam är platt. Havet är nära Ālappākkam österut.  Närmaste större samhälle är Cuddalore, 17,1 km norr om Ālappākkam. Trakten runt Ālappākkam består till största delen av jordbruksmark.